# Pareti (album)
Pareti è il terzo album di Renato Pareti pubblicato nel 1977.

## Tracce
Lato A
1. Jenny – 3:20
2. Ho visto un tram – 3:24
3. Ispiration – 4:02
4. Stanza dei miracoli – 3:46
5. Forza Maddalena – 3:24

Lato B
1. Stasera non ci sto – 4:20
2. 2036 D.C. – 4:22
3. Serenità – 3:43
4. Alba corallo – 4:25

## Formazione
- Renato Pareti – voce, cori, fisarmonica, pianoforte
- Gigi Cappellotto – basso
- Tullio De Piscopo – batteria
- Alberto Mompellio – pianoforte, Fender Rhodes
- Mauro Paoluzzi – chitarra acustica, cori, batteria, chitarra 12 corde, chitarra elettrica
- Roberto Colombo – sintetizzatore
- Sergio Parisini – pianoforte
- Claudio Bazzari – chitarra acustica, cori, chitarra 12 corde, chitarra elettrica
- Paki Canzi – pianoforte
- Billy Zanelli – basso
- Lucio Fabbri – violino
- Gisella Fusi, Claudio Ciampini – cori